# Список компаній-дистриб'юторів манґи
У цій статті перелічені компанії-дистриб'ютори манґи на різних ринках у всьому світі.

## Китайська

### Традиційна китайська
- Daran Comics (припинила існування) (Тайвань)
- Kadokawa Comics Taiwan (Тайвань)
- Tong Li Comics (Тайвань)
- Ever Glory Publishing (Тайвань)
- Sharp Point Publishing (Тайвань)
- King Comics Hong Kong (Гонконг)
- Culturecom Comics (Гонконг)
- Jade Dynasty (Гонконг)
- Jonesky (Гонконг)
- Kwong's Creations Co Ltd
- Rightman Publishing Ltd

### Спрощена китайська
- ChuangYi Publishing (Сінґапур)
- WitiComics (Гонконг)

## Чеська
- CREW

## Нідерландська
- Glenat
- Kana
- Xtra

## Англійська
- ADV Manga (припинила існування)
- Aurora Publishing (припинила існування)[1]
- Blast Books
- Broccoli Books (припинила існування)[2]
- Chuang Yi (припинила існування) (Сінґапур)
- CMX ('припинила існування)[3]
- ComicsOne (припинила існування)
- CPM Manga (припинила існування)
- Cross Infinite World
- Dark Horse Comics
- Del Rey Manga (припинила існування)
- DH Publishing
- Digital Manga
- DramaQueen
- Drawn & Quarterly
- DrMaster
- eigoMANGA
- Go! Comi
- Kodansha Comics
- Madman Entertainment
- Netcomics
- One Peace Books
- Ponent Mon/Fanfare
- Seven Seas Entertainment
- Studio Ironcat (припинила існування)
- Tokyopop (раніше Mixx)
- Udon Entertainment
- Vertical
- Viz Media (раніше Viz, LLC)
- Yen Press

## Фінська
- Sangatsu Manga
- Egmont Finland
- Punainen jättiläinen
- Pauna Media Group
- Editorial Ivrea

## Французька
- Ankama Editions
- Akata/Delcourt
- Asuka
- Atomic Club (припинила існування)
- Casterman
- Doki Doki
- Dybex (пішла з ринку манґи в 2006) (Бельгія)
- Gekko
- Panini Manga (частина Panini Comics)
- Glénat
- J'ai lu (пішла з ринку манґи в 2006)
- Kami
- Kana
- Kaze
- Kabuto
- Ki-oon
- Kurokawa
- Pika Édition
- SeeBD (припинила існування)
- Shogun City
- Tonkam
- Végétal Manga Shoten стала Vegetal Shuppan в 2006 [4]

## Німецька
- Carlsen Verlag
- Delfinium Prints
- Egmont Manga & Anime (EMA)
- Planet Manga
- Tokyopop Germany
- Heyne Manga
- Butter & Cream
- Schwarzer Turm
- Kazé Manga

## Угорська
- Mangafan
- Mangattack
- Fumax

## Індонезійська
- Elex Media Komputindo
  - Level Comics (підрозділ Elex Media Komputindo)
- M&C Comics
- Tiga Lancar Comic

## Італійська
- BAO Publishing
- Canicola Edizioni
- Coconino Press
- d/books (частина d/visual, припинила існування)
- DisneyManga
- Dynit
- Flashbook
- Free Books
- GP Manga (раніше GP Publishing, була придбана Edizioni BD і об'єдналась з J-Pop)
- Granata Press (припинила існування)
- Goen (частина RW Edizioni)
- J-Pop (частина Edizioni BD)
- Hazard Edizioni
- Hikari Edizioni (частина 001 Edizioni)
- Kappa Edizioni
- Magic Press
- PlayPress (зараз Play Media Company, пішла з ринку манґи в 2008)
- Planet Manga (частина Panini Comics)
- Planeta DeAgostini (пішла з ринку манґи в 2009)
- Oblomov Edizioni
- Rizzoli Lizard
- Ronin Manga
- Star Comics
- Yamato Edizioni (частина Yamato Video)

## Японська
- Akita Publishing Co., Ltd.
- Bungeishunjū
- Chuokoron Shinsha
- Enterbrain
- Fujimi Shobo
- Fusosha
- Futabasha
- Gakken
- Gentosha
- Hakusensha
- Hayakawa Publishing
- Ichijinsha
- Kadokawa Shoten
- Kobunsha
- Kodansha
- Mag Garden
- MediaWorks
- MediBang Inc.
- Shinchosha
- Shinshokan
- Shodensha
- Shogakukan
- Shonen Gahosha
- Shueisha
- Square Enix
- Tokuma Shoten
- Tokodo
- Ushio Shuppan
- Wani Books

## Малайська
- Art Square Group
- Comics House (припинила існування)
- Tora Aman (припинила існування)
- Superior Comics
- Komik Remaja
- Arena
- Umbra
- PCM comics
- Manga Boom

## Польська
- Japonica Polonica Fantastica
- Waneko
- Ringo Ame
- Studio JG
- Kotori
- Yumegari
- Taiga
- Hanami
- Dango

## Португальська

### Європейська португальська
- Editora Devir
- Sendai Editora
- Midori Editora

### Бразильська португальська
- JBC
- Planet Manga
- NewPOP Editora

## Російська
- Comix ART (частина Eksmo)

## Іспанська
- Editorial Vid México
- Editorial Toukan (Мексика)
- Glénat
- Ivréa
- Norma Editorial
- Planeta DeAgostini
- Ediciones Mangaline

## Шведська
- Bonnier Carlsen
- Egmont Kärnan
- Ordbilder Media

## Тайська
- Phoenix Next(Kadokawa Amarin)
- Vibulkij Comics
- Nida Publishing
- Nation Edutainment
- Comics Publications Co., Ltd.
- Bongkoch
- Siam Inter Comics
- luckpim publishing
- First Page Pro
- ANIMAG Comics
- Dexpress
- Zenshu Comics (Rose Media and Entertainment)

## В'єтнамська
- Tre Publishing House
- Kim Đồng Publishing House
- TVM Comics (припинила існування)
- TA Books
- Innovative Publishing and Media (IPM)